# Richard Clune
Richard „Rich“ Clune (* 25. April 1987 in Toronto, Ontario) ist ein ehemaliger kanadischer Eishockeyspieler und derzeitiger -trainer. Im Verlauf seiner aktiven Karriere bestritt er zwischen 2003 und 2022 unter anderem 143 Spiele für die Los Angeles Kings, Nashville Predators und Toronto Maple Leafs in der National Hockey League (NHL). Den Großteil seiner Profilaufbahn verbrachte der linke Flügelstürmer allerdings in der American Hockey League (AHL), wo er insgesamt 624 Partien für die Iowa Stars, Manchester Monarchs, Milwaukee Admirals und Toronto Marlies absolvierte. Seit Juni 2025 ist er als Assistenztrainer bei den Pittsburgh Penguins in der NHL tätig.

## Karriere
Richard Clune begann seine Karriere 2003 bei den Sarnia Sting in der Ontario Hockey League und war drei Jahre für die Mannschaft aktiv. Er brachte es in 191 Spielen auf 103 Punkte. Clune wurde beim NHL Entry Draft 2005 von den Dallas Stars in der dritten Runde an 71. Position ausgewählt, für die er nie auflief. Die Saison 2006/07 verbrachte er bei den Barrie Colts in der OHL und lief in einem Spiel für die Iowa Stars, ein Farmteam der Dallas Stars, auf. Es folgten weitere Spiele bei den Iowa Stars und den Idaho Steelheads in der ECHL.
Zur Saison 2008/09 wurde er an die Los Angeles Kings verkauft und in die American Hockey League zu den Manchester Monarchs geschickt. Auch die Saison 2009/10 verbrachte er größtenteils bei den Monarchs, gab dazwischen auch sein NHL-Debüt für die Los Angeles Kings. Wegen der verkürzten Saison 2012/13 wurde am 15. Januar 2013 bekannt gegeben, dass Clune zu den Nashville Predators wechselt, die den Kanadier zuvor von der Waiverliste ausgewählt hatten. Nach der Saison 2014/15 kauften ihn die Predators aus seinem verbleibenden Vertragsjahr heraus (buy-out), sodass sich Clune fortan auf der Suche nach einem neuen Arbeitgeber befand. Diesen fand er im Juli in den Toronto Marlies aus der AHL, wobei er im Oktober auch einen Vertrag beim NHL-Kooperationsteam, den Toronto Maple Leafs, unterzeichnete. Letzterer wurde anschließend nicht verlängert, sodass er fortan auf die AHL beschränkte Verträge bei den Marlies erhielt. Mit diesen gewann er am Ende der Saison 2017/18 den Calder Cup. Im August 2022 gab Clune im Alter von 35 Jahren das Ende seiner aktiven Karriere bekannt, verblieb jedoch im Trainerstab des Maple-Leafs-Franchises. Von dort wiederum gelang ihm im Juni 2024 die Rückkehr in die NHL, als ihn die Anaheim Ducks als neuen Assistenten von Greg Cronin engagierten. Diese verließ er jedoch bereits nach einer Spielzeit, als sich der Kanadier im Hinblick auf die Saison 2025/26 in selber Funktion den Pittsburgh Penguins anschloss.

### International
Clune vertrat sein Heimatland im Juniorenbereich bei der World U-17 Hockey Challenge 2004, dem Nations Cup 2004 und der U18-Junioren-Weltmeisterschaft 2005. Dabei gewann er mit den Ahornblättern beim Weltmeisterschaftsturnier die Silbermedaille sowie bei der World U-17 Hockey Challenge und dem Nations Cup die Goldmedaille. Darüber hinaus war er bei der World U-17 Hockey Challenge mit dem Turnierbestwert von neun Torvorlagen maßgeblich am Gewinn der Goldmedaille beteiligt.

## Erfolge und Auszeichnungen
- 2005 Bobby Smith Trophy
- 2018 Calder-Cup-Gewinn mit den Toronto Marlies

### International
- 2004 Goldmedaille bei der World U-17 Hockey Challenge
- 2004 Bester Vorlagengeber der World U-17 Hockey Challenge
- 2004 Goldmedaille beim Nations Cup
- 2005 Silbermedaille bei der U18-Junioren-Weltmeisterschaft

## Karrierestatistik

### International
Vertrat Kanada bei:
- World U-17 Hockey Challenge 2004
- Nations Cup 2004
- U18-Junioren-Weltmeisterschaft 2005

(Legende zur Spielerstatistik: Sp oder GP = absolvierte Spiele; T oder G = erzielte Tore; V oder A = erzielte Assists; Pkt oder Pts = erzielte Scorerpunkte; SM oder PIM = erhaltene Strafminuten; +/− = Plus/Minus-Bilanz; PP = erzielte Überzahltore; SH = erzielte Unterzahltore; GW = erzielte Siegtore; 1 Play-downs/Relegation; Kursiv: Statistik nicht vollständig)